# Esquirol volador de l'Índia
L'esquirol volador de l'Índia (Petaurista philippensis) és una espècie de rosegador de la família dels esciúrids. Viu a la Xina, l'Índia, Laos, Myanmar, Sri Lanka, Taiwan, Tailàndia i el Vietnam. Es tracta d'un animal nocturn i arborícola. El seu hàbitat natural són els boscos secs, ja siguin perennifolis o caducifolis. És una espècie en risc mínim, és a dir, no sembla que hi hagi cap amenaça significativa per a la seva supervivència.